# Tribute to the Gods
Tribute to the Gods – siódma płyta studyjna zespołu Iced Earth, zawierająca covery takich zespołów, jak Judas Priest czy Iron Maiden.

## Lista utworów
1. Creatures of the Night (Kiss) 04:01
2. The Number of the Beast (Iron Maiden) 04:33
3. Highway to Hell (AC/DC) 03:24
4. Burnin' for You (Blue Öyster Cult) 04:26
5. God of Thunder (Kiss) 03:57
6. Screaming for Vengeance (Judas Priest) 04:38
7. Dead Babies (Alice Cooper) 05:40
8. Cities on Flame (Blue Öyster Cult) 03:59
9. It's a Long Way to the Top (If You Wanna Rock 'n' Roll) (AC/DC) 04:42
10. Black Sabbath (Black Sabbath) 05:31
11. Hallowed Be Thy Name (Iron Maiden) 07:08

## Skład zespołu
- Matt Barlow – wokal
- Larry Tarnowski – gitara prowadząca
- Jon Schaffer – gitara rytmiczna, wokal
- James MacDonough – gitara basowa
- Richard Christy – perkusja